# Stazione di Moregine
Stazione di Moregine vasútállomás Olaszországban, Pompei településen.

## Vasútvonalak
Az állomást az alábbi vasútvonalak érintik:
- Torre Annunziata-Sorrento-vasútvonal

## Kapcsolódó állomások
A vasútállomáshoz az alábbi állomások vannak a legközelebb:
- Stazione di Ponte Persica
- Stazione di Pompei Scavi-Villa dei Misteri